# Președintele Venezuelei

Drapelul prezidențial

Președintele Republicii Bolivariene a Venezuelei numit în mod colocvial Președintele Venezuelei este șeful de stat ales al Venezuelei și totodată șeful guvernului Venezuelei. În prezent mandatul prezidențial este de șase ani, cu posibilitate de referendum popular în ultimii trei ani al mandatului. În 15 februarie 2009 un referendum a anulat restricția anterioară care permitea cel mult două mandate prezidențiale.

## Prezent
În prezent, președintele în exercițiu este Nicolas Maduro. 
Termenul de „Presidente” este aplicabil acelor persoane, care au depus jurământul înainte de a ocupa oficiul prezidențial, după Declarația de independență.  
Primul președinte Cristóbal Mendoza a fost instalat în 5 iulie 1811 și de fapt făcea parte dintr-un triumvirat numit de Parlament și care se roteau săptămânal, ocupând alternativ funcția, ceilalți doi membrii erau Juan Escalona și Baltasar Padrón..

## Lista președinților Venezuelei
Partidul Conservator 
      Partidul Liberal
      Independent
      Dictatură miolitară
      Grupare Democratică
      COPEI
      Uniune Națională
      Mișcarea A Cincea Republică/Partidul Socialist Unit
| # (toți) | # (unic) | # (selectați toți) | Foto | Președinte                                        | Mandatul                              | Mod ocupare funcție                                                  | Profesia                     |
| -------- | -------- | ------------------ | ---- | ------------------------------------------------- | ------------------------------------- | -------------------------------------------------------------------- | ---------------------------- |
| 1        | 1        | 1                  |      | Cristóbal Mendoza, Juan Escalona, Baltasar Padrón | 5 martie 1811 – 21 martie 1812        | Triumvirat executiv ales de Primul Congres                           | Avocat, căpitan, latifundiar |
| 2        | 2        | 2                  |      | Simón Bolívar                                     | 6 august 1813 – 7 iulie 1814          | Alegeri indirecte                                                    | Militar (general)            |
| 3        | 3        | 2                  |      | Simón Bolívar                                     | 15 februarie 1819 – 17 decembrie 1819 | Alegeri indirecte                                                    | Militar (general)            |
| 4        | 4        | 3                  |      | José Antonio Páez                                 | 13 ianuarie 1830 – 20 ianuarie 1835   | Alegeri indirecte                                                    | Militar (general)            |
| 5        | —        | 5                  |      | Andrés Narvarte                                   | 20 ianuarie 1835 – 9 februari 1835    | Acting President                                                     | Avocat / politician          |
| 6        | 5        | 4                  |      | José María Vargas                                 | 9 februarie 1835 – 9 iulie 1835       | Alegeri indirecte                                                    | Medic                        |
| 7        | —        | 6                  |      | José María Carreño                                | 27 iulie 1835 – 20 august 1835        | Acting President                                                     | Militar (general)            |
| 8        | —        | 4                  |      | José María Vargas                                 | 20 august 1835 – 24 aprilie 1836      | Restaurare                                                           | Medic                        |
| 9        | 6        | 5                  |      | Andrés Narvarte                                   | 24 aprilie 1836 – 20 ianuarie 1837    | Mandat interimar                                                     | Avocat / politician          |
| 10       | 7        | 6                  |      | José María Carreño                                | 20 ianuarie 1837 – 11 martie 1837     | Mandat interimar                                                     | Militar (general)            |
| 11       | 8        | 7                  |      | Carlos Soublette                                  | 11 martie 1837 – 1 februarie 1839     | Mandat interimar                                                     | Militar (general)            |
| 12       | 9        | 3                  |      | José Antonio Páez                                 | 1 februarie 1839 – 28 ianuarie 1843   | Alegeri indirecte                                                    | Militar (general)            |
| 13       | 10       | 7                  |      | Carlos Soublette                                  | 28 ianuarie 1843 – 20 ianuarie 1847   | Alegeri indirecte                                                    | Militar (general)            |
| 14       | 11       | 8                  |      | José Tadeo Monagas                                | 20 ianuarie 1847 – 5 februarie 1851   | Alegeri indirecte                                                    | Militar (general)            |
| 15       | 12       | 9                  |      | José Gregorio Monagas                             | 5 februarie 1851 – 20 ianuarie 1855   | Alegeri indirecte                                                    | Militar (general)            |
| 16       | 13       | 8                  |      | José Tadeo Monagas                                | 20 ianuarie 1855 – 15 martie 1858     | Alegeri indirecte                                                    | Militar (general)            |
| 17       | 14       | 10                 |      | Pedro Gual Escandon                               | 15 martie 1858 – 18 martie 1858       | Președinte provizoriu                                                | Avocat                       |
| 18       | 15       | 11                 |      | Julián Castro                                     | 18 martie 1858 – 2 august 1859        | Lovitură de stat                                                     | Militar (general)            |
| 19       | 16       | 10                 |      | Pedro Gual Escandon                               | 2 august 1859 – 29 septembrie 1859    | Președinte provizoriu                                                | Avocat                       |
| 20       | 17       | 11                 |      | Manuel Felipe de Tovar                            | 29 septembrie 1859 – 20 mai 1861      | Lovitură de stat (primul mandat); Alegeri directe (al doilea mandat) | Politician                   |
| 21       | 18       | 10                 |      | Pedro Gual Escandon                               | 20 mai 1861 – 29 august 1861          | Președinte provizoriu                                                | Avocat                       |
| 22       | 19       | 3                  |      | José Antonio Páez                                 | 29 august 1861 – 15 iunie 1863        | Dictatură                                                            | Militar (general)            |
| 23       | 20       | 12                 |      | Juan Crisóstomo Falcón                            | 15 iunie 1863 – 18 martie 1865        | Victorie în Războiul Federal (primul mandat)                         | Militar (general)            |
| 24       | 20       | 12                 |      | Juan Crisóstomo Falcón                            | 18 martie 1865 – 25 aprilie 1868      | Alegeri indirecte (al doilea mandat)                                 | Militar (general)            |
| 25       | 21       | 13                 |      | Manuel Ezequiel Bruzual                           | 25 aprilie 1868 – 28 iunie 1868       | Președinte provizoriu                                                | Ofițer                       |
| 26       | 22       | 14                 |      | Guillermo Tell Villegas                           | 28 iunie 1868 – 20 februarie 1869     | Președinte provizoriu                                                | Avocat / Military            |
| 27       | 23       | 15                 |      | José Ruperto Monagas                              | 20 februarie 1869 – 16 aprilie 1870   | Revoluție                                                            | Militar (general)            |
| 28       | 24       | 14                 |      | Guillermo Tell Villegas                           | 16 aprilie 1870 – 27 aprilie 1870     | Președinte provizoriu                                                | Avocat / Militar             |
| 29       | 25       | 16                 |      | Antonio Guzmán Blanco                             | 27 aprilie 1870 – 20 februarie 1873   | Revoluție (primul mandat)                                            | Avocat / Militar (general)   |
| 30       | 25       | 16                 |      | Antonio Guzmán Blanco                             | 20 februarie 1873 – 27 februarie 1877 | Alegeri indirecte (al doilea mandat)                                 | Avocat / Militar (general)   |
| 31       | 26       | 17                 |      | Francisco Linares Alcántara                       | 27 februarie 1877 – 30 noiembrie 1878 | Alegeri indirecte                                                    | Militar (general)            |
| 32       | 27       | 18                 |      | José Gregorio Valera                              | 30 noiembrie 1878 – 26 februarie 1879 | Președinte provizoriu                                                | Militar (general)            |
| 33       | 28       | 16                 |      | Antonio Guzmán Blanco                             | 26 februarie 1879 – 12 mai 1880       | Ales de Statele Federale                                             | Avocat / Militar (general)   |
| 34       | 28       | 16                 |      | Antonio Guzmán Blanco                             | 12 mai 1880 – 1882                    | Ales de Statele Federale                                             | Avocat / Militar (general)   |
| 35       | 28       | 16                 |      | Antonio Guzmán Blanco                             | 1882 – 26 aprilie 1884                | Ales de Statele Federale                                             | Avocat / Militar (general)   |
| 36       | 29       | 18                 |      | Joaquín Sinforiano de Jesús Crespo                | 26 aprilie 1884 – 15 septembrie 1886  | Ales de Statele Federale                                             | Militar (general)            |
| 37       | 30       | 16                 |      | Antonio Guzmán Blanco                             | 15 septembrie 1886 – 8 august 1887    | Ales de Statele Federale                                             | Avocat / Militar (general)   |
| 38       | 31       | 19                 |      | Hermógenes López                                  | 8 august 1887 – 2 iulie 1888          | Numit interimar                                                      | Militar (general)            |
| 39       | 32       | 20                 |      | Juan Pablo Rojas Paúl                             | 2 iulie 1888 – 19 martie 1890         | Ales de Statele Federale                                             | Avocat                       |
| 40       | 33       | 27                 |      | Raimundo Andueza Palacio                          | 19 martie 1890 – 17 iunie 1892        | Ales de Statele Federale                                             | Avocat                       |
| 41       | 34       | —                  |      | Guillermo Tell Villegas                           | 17 iunie 1892 – 31 august 1892        | Președinte provizoriu                                                | Avocat / Militar             |
| 42       | —        | —                  |      | Guillermo Tell Villegas Pulido                    | 31 august 1892 – 7 octombrie 1892     | Președinte provizoriu                                                | Avocat                       |
| 43       | 35       | 28                 |      | Joaquín Sinforiano de Jesús Crespo                | 7 octombrie 1892 – 14 martie 1894     | Revoluție                                                            | Militar (general)            |
| 44       | 35       | 29                 |      | Joaquín Sinforiano de Jesús Crespo                | 14 martie 1894 – 28 februarie 1898    | Ales de Statele Federale                                             | Militar (general)            |
| 45       | 36       | 30                 |      | Ignacio Andrade                                   | 28 februarie 1898 – 20 octombrie 1899 | Alegeri directe                                                      | Politician                   |
| 46       | 37       | 31                 |      | Cipriano Castro Ruiz                              | 20 octombrie 1899 – 19 decembrie 1908 | Revoluție                                                            | Militar (general)            |
| 47       | 38       | 32                 |      | Juan Vicente Gómez                                | 19 decembrie 1908 – 5 august 1913     | Lovitură de stat                                                     | Militar (general)            |
| 48       | —        | —                  |      | José Gil Fortoul                                  | 5 august 1913 – 19 aprilie 1914       | Președinte provizoriu numit Președinte provizoriu                    | Avocat                       |
| 49       | —        | —                  |      | Victorino Márquez Bustillos                       | 19 aprilie 1914 – 1922                | Președinte provizoriu numit Președinte provizoriu                    | Avocat / politician          |
| 50       | 40       | 32                 |      | Juan Vicente Gómez                                | 1922 – 30 mai 1929                    | —                                                                    | Militar (general)            |
| 51       | 41       | —                  |      | Juan Bautista Pérez                               | 30 mai 1929 – 13 iunie 1931           | Alegeri indirecte de Adunarea Națională                              | Avocat / magistrate          |
| 52       | 42       | 32                 |      | Juan Vicente Gómez                                | 13 iunie 1931 – 17 decembrie 1935     | Alegeri indirecte de Adunarea Națională                              | Militar (general)            |
| 53       | 43       | 33                 |      | Eleazar López Contreras                           | 18 decembrie 1935 – 30 iunie 1936     | Mandat interimar (primul mandat)                                     | Militar (general)            |
| 54       | 43       | 34                 |      | Eleazar López Contreras                           | 30 iunie 1936 – 5 mai 1941            | Alegeri indirecte (al doilea mandat)                                 | Militar (general)            |
| 55       | 44       | 35                 |      | Isaías Medina Angarita                            | 5 mai 1941 – 18 octombrie 1945        | Alegeri indirecte                                                    | Militar (general)            |
| 56       | 45       | 36                 |      | Rómulo Ernesto Betancourt Bello                   | 19 octombrie 1945 – 17 februarie 1948 | Lovitură de stat                                                     | Politician                   |
| 57       | 46       | 37                 |      | Rómulo Gallegos Freire                            | 17 februarie 1948 – 24 noiembrie 1948 | Alegeri directe                                                      | Scriitor / Romancier         |
| 58       | 47       | 38                 |      | Carlos Delgado Chalbaud                           | 24 noiembrie 1948 – 13 noiembrie 1950 | Lovitură de stat                                                     | Ofițer                       |
| 59       | 48       | 39                 |      | Germán Suárez Flamerich                           | 27 noiembrie 1950 – 2 decembrie 1952  | Mandat interimar                                                     | Avocat                       |
| 60       | 49       | 40                 |      | Marcos Pérez Jiménez                              | 2 decembrie 1952 – 23 ianuarie 1958   | Alegeri indirecte                                                    | Ofițer                       |
| 61       | 50       | 41                 |      | Wolfgang Larrazábal                               | 23 ianuarie 1958 – 14 noiembrie 1958  | Lovitură de stat                                                     | Contraamiral                 |
| 62       | 51       | 42                 |      | Edgar Sanabria                                    | 14 noiembrie 1958 – 13 februarie 1959 | Mandat interimar                                                     | Avocat                       |
| 63       | 52       | 43                 |      | Rómulo Ernesto Betancourt Bello                   | 13 februarie 1959 – 13 martie 1964    | Alegeri directe                                                      | Politician                   |
| 64       | 53       | 44                 |      | Raúl Leoni Otero                                  | 13 martie 1964 – 11 martie 1969       | Alegeri directe                                                      | Avocat                       |
| 65       | 54       | 45                 |      | Rafael Caldera Rodríguez                          | 11 martie 1969 – 12 martie 1974       | Alegeri directe                                                      | Avocat                       |
| 66       | 55       | 46                 |      | Carlos Andrés Pérez Rodríguez                     | 12 martie 1974 – 12 martie 12, 1979   | Alegeri directe                                                      | Politician                   |
| 67       | 56       | 47                 |      | Luis Herrera Campins                              | 12 martie 1979 – 2 februarie 1984     | Alegeri directe                                                      | Avocat                       |
| 68       | 57       | 48                 |      | Jaime Lusinchi                                    | 2 februarie 1984 – 2 februarie 1989   | Alegeri directe                                                      | Medic                        |
| 69       | 58       | 49                 |      | Carlos Andrés Pérez Rodríguez                     | 2 februarie 1989 – 21 mai 1993        | Alegeri directe                                                      | Politician                   |
| 70       | —        | —                  |      | Octavio Lepage Barreto                            | 21 mai 1993 – 5 iunie 1993            | Președinte interimar                                                 | Avocat / Politician          |
| 71       | 59       | 50                 |      | Ramón José Velásquez                              | 5 iunie 1993 – 2 februarie 1994       | Președinte interimar                                                 | Scriitor                     |
| 72       | 60       | 51                 |      | Rafael Caldera Rodríguez                          | 2 februarie 1994 – 2 februarie 1999   | Alegeri directe                                                      | Avocat                       |
| 73       | 61       | 52                 |      | Hugo Rafael Chávez Frias                          | 2 februarie 1999 – 10 ianuarie 2001   | Alegeri directe                                                      | Ofițer (Lt. colonel)         |
| 74       | 62       | 52                 |      | Hugo Rafael Chávez Frias                          | 10 ianuarie 2001 – 10 ianuarie 2007   | Alegeri directe                                                      | Ofițer (Lt. colonel)         |
| 75       | 63       | 52                 |      | Hugo Rafael Chávez Frías                          | 10 ianuarie 2007 – 10 ianuarie 2013   | Alegeri directe                                                      | Ofițer (Lt. colonel)         |
| 76       | 64       | 52                 |      | Hugo Rafael Chávez Frías                          | 10 ianuarie 2013 – 5 martie 2013      | Alegeri directe                                                      | Ofițer (Lt. colonel)         |
| 77       | —        | 53                 |      | Nicolás Maduro                                    | 5 martie 2013 – Prezent               | Președinte în exercițiu                                              | Politician                   |